# جيراردو سيلفا
جيراردو سيلفا (بالإسبانية: Gerardo Silva)‏ (21 سبتمبر 1965 في المكسيك - ) هو لاعب كرة قدم مكسيكي في مركز الوسط. لعب مع نادي أمريكا.